# Ralph Roe

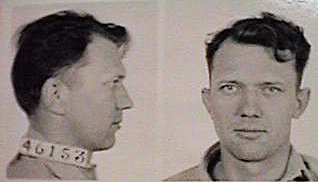
Ralph Roe

Ralph Roe (* 1909; † 17. Dezember 1937 (?)) war ein US-amerikanischer Krimineller.
Roe gilt neben Frank Lee Morris, den Brüdern Clarence und John Anglin sowie Roes Partner Theodore Cole, als einer von fünf Häftlingen des US-amerikanischen Hochsicherheitsgefängnisses Alcatraz, denen eventuell die Flucht gelungen ist. Da Roe nach seinem Ausbruchsversuch nicht wieder auftauchte, besteht Unklarheit über sein Schicksal. Es kann nicht bestätigt werden, dass er tatsächlich erfolgreich entkommen war; da sein Leichnam nicht gefunden wurde, konnte sein Tod im Zuge seines Fluchtversuches nicht bewiesen werden. Die US-amerikanischen Behörden erklärten ihn kurz nach seinem Verschwinden für verschollen.

## Ausbruchsversuch aus Alcatraz
Am 16. Dezember gelang es Roe und seinem Mithäftling Theodore Cole aus der Reifenwerkstatt auf der Insel Alcatraz zu fliehen. Ihre Abwesenheit wurde gegen 1:30 Uhr vom zuständigen Wärter bei seinem Rundgang bemerkt. Die später erfolgte gerichtliche Untersuchung stellte fest, dass die beiden ihre Arbeitswerkzeuge genutzt hatten, um die Eisenstangen vor dem vergitterten Fenster zu entfernen und die Scheiben einzuschlagen. Danach waren sie über den die Arbeitsanlagen umgebenden Sicherheitszaun geklettert und hatten aller Wahrscheinlichkeit nach den Strand erreicht. Danach verlor sich ihre Spur; eine gründliche Untersuchung der Gefängnisinsel war ebenso wenig in der Lage, neue Erkenntnisse zu Tage zu fördern, wie eine bundesweite Fahndung nach den Flüchtigen.
Die Behörden gehen davon aus, dass beide Reifen oder Ölfässer nutzten, um ein Behelfsfloß zu bauen, mit dem sie versuchten, das Festland zu erreichen. Aufgrund der starken Strömung, des kalten Wetters und des dichten Nebels am 16. Dezember 1937 gingen die zuständigen Stellen davon aus, dass beide mit an Sicherheit grenzender Wahrscheinlichkeit im Meer ertranken oder erfroren. Ungeachtet dessen wurden in den folgenden Monaten und Jahren in amerikanischen Zeitungen immer wieder Meldungen lanciert, die auf für die Sensationspresse verlockenden Gerüchten basierten, die den Gedanken einer erfolgreichen Flucht aus dem „sichersten Gefängnis der Welt“ zu bestätigen schienen und der Legende von der „geglückten Flucht“ neue Nahrung gaben, z. B. fragwürdige Theorien um eine eventuelle Aufgreifung durch Komplizen am Strand von Alcatraz per Boot und vor allem immer neue „Sichtungen“ der Vermissten.